# Ptyornyncha
Ptyornyncha là một chi bướm đêm thuộc họ Erebidae.